# Pterocactus araucanus
Pterocactus araucanus és una espècie que pertany a la família de les cactàcies (Cactaceae).

## Descripció
Pterocactus araucanus és un cactus amb una gruixuda arrel napiforme a partir de la qual emergeix un cos globular o en forma de pera, de 3 a 4 cm de llargada per 1 a 1,5 cm de diàmetre i color gris marronós. De les arèoles sorgeixen unes 8 espines, de color groguenc a negre i uns 3 mm de llarg. Durant els períodes de sequera que es produeixen al seu hàbitat la part aèria desapareix, i només es queda l'arrel en estat latent fins al següent període de pluges.
La floració és diürna, durant l'estiu. Les flors són de color vermell marronós opac, de fins a 3 cm de diàmetre i sorgeixen al voltant de l'àpex del cactus. El fruit sec és globular (al voltant de 2 cm de diàmetre), dehiscent. Les llavors són alades, típiques del gènere.

## Distribució
Pterocactus araucanus és endèmica a les províncies argentines de Neuquén, Río Negro i Chubut. Creix a altituds entre 200 a 600 m amb una població estable i no amenaçada.

## Taxonomia
Pterocactus araucanus va ser descrita per Alberto Castellanos i publicat a Revista Fac. Ci. Agrar. Univ. Nac. Cuyo 8(2): 6, a l'any 1964.
Etimologia
Pterocactus: nom genèric que deriva de les paraules gregues: "πτερόν" (pteron), que significa "ales", i fa referència a les llavors alades que són típiques del gènere i úniques dins de la família dels cactus.
araucanus: epítet geogràfic que al·ludeix a la seva localització a l'Araucania.